# Список эпизодов сериала «Театр Рэя Брэдбери»
Это список эпизодов телесериала "Театр Рэя Брэдбери". Всего вышло 65 серий из 6 сезонов в 1980-1990 гг.

## Обзор сезонов
| Сезон | Серии | Серии | Даты показа    | Даты показа     | Даты показа |
| Сезон | Серии | Серии | Первая серия   | Последняя серия | Канал       |
| ----- | ----- | ----- | -------------- | --------------- | ----------- |
| 1     | 6     | 6     | 21 мая 1985    | 22 февраля 1986 | HBO         |
| 2     | 12    | 12    | 23 января 1988 | 28 мая 1988     | HBO         |
| 3     | 12    | 12    | 7 июля 1989    | 17 ноября 1989  | USA Network |
| 4     | 12    | 12    | 20 июля 1990   | 30 ноября 1990  | USA Network |
| 5     | 8     | 8     | 3 января 1992  | 21 февраля 1992 | USA Network |
| 6     | 15    | 15    | 10 июля 1992   | 30 октября 1992 | USA Network |

## Эпизоды

### 1 сезон (1985–86)
| № общий | № в сезоне | Название                                                            | Режиссёр       | Автор сценария | Дата премьеры   |
| --- | ---------- | ------------------------------------------------------------------- | -------------- | -------------- | --------------- |
| 1 | 1          | «Корпорация "Марионетки"» «Marionettes, Inc.»                       | Пол Линч       | Рэй Брэдбери   | 21 мая 1985     |
| Перегруженный работой муж использует робота-дубликата, чтобы позволить себе повеселиться, в то время как его властная жена ничего не знает.                                                 |            |                                                                     |                |                |                 |
| 2 | 2          | «Детская площадка» «The Playground»                                 | Уильям Фруэт   | Рэй Брэдбери   | 4 июня 1985     |
| Отец ведет своего сына на местную игровую площадку, только чтобы обнаружить там призраки своего прошлого.                                                                                   |            |                                                                     |                |                |                 |
| 3 | 3          | «Толпа» «The Crowd»                                                 | Ральф Томас    | Рэй Брэдбери   | 7 июля 1985     |
| Выживший в автокатастрофе наблюдает за таинственной и зловещей толпой, которая собирается на местах серьёзных автомобильных аварий.                                                         |            |                                                                     |                |                |                 |
| 4 | 4          | «Город, в котором никто не выходит» «The Town Where No One Got Off» | Дон Макбрайти  | Рэй Брэдбери   | 22 февраля 1986 |
| Городской пройдоха импульсивно останавливается в сельском городке и обнаруживает, что его преследует некий старик.                                                                          |            |                                                                     |                |                |                 |
| 5 | 5          | «Кричащая женщина» «The Screaming Woman»                            | Брюс Питтмэн   | Рэй Брэдбери   | 22 февраля 1986 |
| Маленькая девочка слышит женский крик, играя посреди леса. Когда никто из взрослых ей не верит, девочка решает взять дело в свои руки и начинает расследование.                             |            |                                                                     |                |                |                 |
| 6 | 6          | «Банши» «Banshee»                                                   | Дуглас Джексон | Рэй Брэдбери   | 22 февраля 1986 |
| Эгоистичный режиссер бросает вызов скептически настроенному молодому писателю исследовать близлежащий лес, чтобы выяснить, существует ли банши, о которых говорят, что они обитают в лесу.. |            |                                                                     |                |                |                 |

### 2 сезон (1988)
| № общий | № в сезоне | Название                                                   | Режиссёр          | Автор сценария | Дата премьеры    |
| --- | ---------- | ---------------------------------------------------------- | ----------------- | -------------- | ---------------- |
| 7 | 1          | «Яблоко на дне вазы» «The Fruit at the Bottom of the Bowl» | Гилберт Шилтон    | Рэй Брэдбери   | 23 января 1988   |
| Гость убивает хозяина, а затем становится одержимым уничтожением любых улик, которые могут уличить его в преступлении.. |            |                                                            |                   |                |                  |
| 8 | 2          | «Скелет» «Skeleton»                                        | Стив Димарко      | Рэй Брэдбери   | 6 февраля 1988   |
| Ипохондрик обращается к “специалисту по костям”, чтобы избавиться от своего скелета |            |                                                            |                   |                |                  |
| 9 | 3          | «Гонец» «The Emissary»                                     | Стурла Гуннарсон  | Рэй Брэдбери   | февраль 13, 1988 |
| Собака мальчика-инвалида приносит ему людей и вещи, в которых, по его мнению, он нуждается, в том числе добросердечную школьную учительницу. После смерти школьного учителя собака решает, что должна выполнить последнее задание...                                                    |            |                                                            |                   |                |                  |
| 10 | 4          | «Попался!» «Gotcha!»                                       | Брэд Тёрнер       | Рэй Брэдбери   | 20 февраля 1988  |
| Одинокий мужчина влюбляется в женщину. Когда он спрашивает ее, продлятся ли их отношения, она решает проверить, сыграв в игру, которую она называет “Попался! |            |                                                            |                   |                |                  |
| 11 | 5          | «Постоялец наверху» «The Man Upstairs»                     | Алан Боннот       | Рэй Брэдбери   | 5 марта 1988     |
| Маленький мальчик подозревает, что странный новый жилец его бабушки на самом деле - вампир. |            |                                                            |                   |                |                  |
| 12 | 6          | «Маленький убийца» «The Small Assassin»                    | Том Коттер        | Рэй Брэдбери   | 9 апреля 1988    |
| Параноидальная молодая мать подозревает, что её ребенок пытается убить её. |            |                                                            |                   |                |                  |
| 13 | 7          | «Наказание без преступления» «Punishment Without Crime»    | Брюс Макдональд   | Рэй Брэдбери   | 16 апреля 1988   |
| Мужчина арестован за убийство робота - копии своей неверной жены. |            |                                                            |                   |                |                  |
| 14 | 8          | «Восточным экспрессом на север» «On the Orient, North»     | Фрэнк Кассенти    | Рэй Брэдбери   | 29 апреля 1988   |
| Медсестра решает помочь пассажиру достичь своей судьбы, прежде чем какая-то необычная болезнь прикончит его. |            |                                                            |                   |                |                  |
| 15 | 9          | «Гроб» «The Coffin»                                        | Том Коттер        | Рэй Брэдбери   | 7 мая 1988       |
| Умирающий миллионер строит стеклянный гроб, к большому удовольствию своего жадного брата. После смерти миллионера его брату говорят, что если он сможет найти сбережения миллионера, которые спрятаны в его особняке, он получит все. Но за это может быть заплачена определенная цена. |            |                                                            |                   |                |                  |
| 16 | 10         | «Грозный ящер» «Tyrannosaurus Rex»                         | Жиль Бехат        | Рэй Брэдбери   | 14 мая 1988      |
| Жестокий продюсер издевается над нанятым им аниматором. Аниматор решает отомстить, создав тираннозавра по образу и подобию продюсера. |            |                                                            |                   |                |                  |
| 17 | 11         | «Жила-была старушка» «There Was an Old Woman»              | Брюс Макдональд   | Рэй Брэдбери   | 21 мая 1988      |
| Пожилая женщина, которая всю свою жизнь бросала вызов смерти, пытается забрать свое тело из морга после того, как она, наконец, превратится в прах. |            |                                                            |                   |                |                  |
| 18 | 12         | «Так умерла Рябушинская» «And So Died Riabouchinska»       | Дени Гранье-Дефер | Рэй Брэдбери   | 28 мая 1988      |
| Чревовещатель подозревается в убийстве. |            |                                                            |                   |                |                  |

### 3 сезон (1989)
| № общий | № в сезоне | Название                                                                  | Режиссёр        | Автор сценария | Дата премьеры    |
| --- | ---------- | ------------------------------------------------------------------------- | --------------- | -------------- | ---------------- |
| 19 | 1          | «Карлик» «The Dwarf»                                                      | Коста Ботес     | Рэй Брэдбери   | 7 июля 1989      |
| Владелец карнавала жестоко разыгрывает ничего не подозревающего маленького человечка, который часто посещает зеркальный зал.                                                                              |            |                                                                           |                 |                |                  |
| 20 | 2          | «Диковинное диво» «A Miracle of Rare Device»                              | Роджер Томпкинс | Рэй Брэдбери   | 14 июля 1989     |
| Двое бродяг делают поразительное открытие в пустыне и стремятся извлечь из него выгоду. |            |                                                                           |                 |                |                  |
| 21 | 3          | «Озеро» «The Lake»                                                        | Пат Робинс      | Рэй Брэдбери   | 21 июля 1989     |
| Спустя годы после того, как умерла его возлюбленная детства, молодой человек возвращается к озеру, где она исчезла.                                                                                       |            |                                                                           |                 |                |                  |
| 22 | 4          | «Ветер» «The Wind»                                                        | Грэхэм Маклеан  | Рэй Брэдбери   | 28 июля 1989     |
| Эксперта по погоде преследует странный ветер. |            |                                                                           |                 |                |                  |
| 23 | 5          | «Пешеход» «The Pedestrian»                                                | Алан Боллинджер | Рэй Брэдбери   | 4 августа 1989   |
| Мужчина склонен к девиантному поведению, поэтому совершает ночные прогулки. Для этого он ищет своего друга, чтобы тот сопровождал его.                                                                    |            |                                                                           |                 |                |                  |
| 24 | 6          | «И грянул гром» «A Sound of Thunder»                                      | Коста Ботес     | Рэй Брэдбери   | 11 августа 1989  |
| Путешественники во времени совершают простую ошибку: они сошли с проторённого пути. |            |                                                                           |                 |                |                  |
| 25 | 7          | «Удивительная кончина Дадли Стоуна» «The Wonderful Death of Dudley Stone» | Дэвид Копеленд  | Рэй Брэдбери   | 18 августа 1989  |
| К писателю Дадли Стоуну обращается соперник, который объявляет о своем намерении убить его... |            |                                                                           |                 |                |                  |
| 26 | 8          | «Призрак обновления» «The Haunting of the New»                            | Роджер Томпкинс | Рэй Брэдбери   | 15 сентября 1989 |
| Богатая светская львица, известная своими экстравагантными вечеринками в прошлом, восстанавливает свой величественный особняк после пожара и обнаруживает, что ее новый дом не соответствует ее прошлому. |            |                                                                           |                 |                |                  |
| 27 | 9          | «Чикагская бездна» «To the Chicago Abyss»                                 | Рэнди Брэдшоу   | Рэй Брэдбери   | 22 сентября 1989 |
| Человека преследуют и считают врагом государства за то, что он просто напомнил людям о "старых добрых временах".                                                                                          |            |                                                                           |                 |                |                  |
| 28 | 10         | «Здравствуй и прощай» «Hail and Farewell»                                 | Аллан Крокер    | Рэй Брэдбери   | 30 сентября 1989 |
| Молодой человек, неспособный стареть, делает профессию из своей ситуации, ради себя и других. |            |                                                                           |                 |                |                  |
| 29 | 11         | «Вельд» «The Veldt»                                                       | Брэд Тёрнер     | Рэй Брэдбери   | 10 ноября 1989   |
| Двое детей, испорченных насквозь игровой комнатой виртуальной реальности, восстают против своих родителей.                                                                                                |            |                                                                           |                 |                |                  |
| 30 | 12         | «Подвал» «Boys! Raise Giant Mushrooms in Your Cellar!»                    | Дэвид Брендес   | Рэй Брэдбери   | 17 ноября 1989   |
| Инопланетные грибы управляют группой детей, чтобы выполнять свои злые приказы. |            |                                                                           |                 |                |                  |

### 4 сезон (1990)
| № общий | № в сезоне | Название                                                                       | Режиссёр        | Автор сценария | Дата премьеры   |
| --- | ---------- | ------------------------------------------------------------------------------ | --------------- | -------------- | --------------- |
| 31 | 1          | «Марс - это рай» «Mars Is Heaven»                                              | Джон Лайнг      | Рэй Брэдбери   | 20 июля 1990    |
| Астронавты приземляются на Марсе и обнаруживают, что они совсем не так далеко от дома. |            |                                                                                |                 |                |                 |
| 32 | 2          | «Убийца» «The Murderer»                                                        | Роджер Томпкинс | Рэй Брэдбери   | 27 июля 1990    |
| Психолог навещает заключенного, который сошел с ума из-за повседневных шумов. |            |                                                                                |                 |                |                 |
| 33 | 3          | «Опалённые солнцем» «Touched with Fire»                                        | Роджер Томпкинс | Рэй Брэдбери   | 3 августа 1990  |
| Вышедший на пенсию страховой агент и его коллега убеждены, что старую женщину вот-вот убьют, и пытаются предотвратить это.                                                                                |            |                                                                                |                 |                |                 |
| 34 | 4          | «Чертово колесо» «The Black Ferris»                                            | Роджер Томпкинс | Рэй Брэдбери   | 10 августа 1990 |
| Двое ребят убеждаются, что карнавал, который только что пришел в город, - это зло. |            |                                                                                |                 |                |                 |
| 35 | 5          | «Ашер II» «Usher II»                                                           | Ли Тамахори     | Рэй Брэдбери   | 17 августа 1990 |
| Библиотекарь клянется отомстить и строит убийственную копию Дома Ашеров. |            |                                                                                |                 |                |                 |
| 36 | 6          | «Вздорные нотки» «Touch of Petulance»                                          | Джон Лайнг      | Рэй Брэдбери   | 12 октября 1990 |
| Мужчина возвращается из будущего, чтобы отговорить свое молодое "я" от убийства своей жены. |            |                                                                                |                 |                |                 |
| 37 | 7          | «И по-прежнему лучами серебрит простор Луна» «And the Moon Be Still as Bright» | Рэнди Брэдшоу   | Рэй Брэдбери   | 19 октября 1990 |
| Во время экспедиции на Марс археолог восстает против своей команды в защиту вымершей марсианской расы. |            |                                                                                |                 |                |                 |
| 38 | 8          | «Конвектор Тойнби» «The Toynbee Convector»                                     | Джон Лайнг      | Рэй Брэдбери   | 26 октября 1990 |
| Затворник Стайлз, всемирно известный как первый путешественник во времени, получает интервью в тот день, когда его прошлое "я" попало в будущее, и планирует признаться во всем нетерпеливому репортеру . |            |                                                                                |                 |                |                 |
| 39 | 9          | «Изгнание» «Exorcism»                                                          | Брэд Тёрнер     | Рэй Брэдбери   | 2 ноября 1990   |
| Женщина планирует выставить своего заклятого врага ведьмой перед публикой и, что самое главное, перед своим ближайшим кругом друзей.                                                                      |            |                                                                                |                 |                |                 |
| 40 | 10         | «Пришло время дождей» «The Day It Rained Forever»                              | Рэнди Брэдшоу   | Рэй Брэдбери   | 9 ноября 1990   |
| Три старика в пыльном старом городе ждут того дня, когда пойдет дождь. Они ждали очень долго. |            |                                                                                |                 |                |                 |
| 41 | 11         | «Долгие годы» «The Long Years»                                                 | Пол Линч        | Рэй Брэдбери   | 16 ноября 1990  |
| Астронавты приходят на помощь семье, оказавшейся на Марсе 20 лет назад. |            |                                                                                |                 |                |                 |
| 42 | 12         | «Здесь тоже водятся тигры» «Here There Be Tygers»                              | Джон Лайнг      | Рэй Брэдбери   | 30 ноября 1990  |
| Группа исследователей высаживается на далекой планете и открывает для себя виртуальный рай. |            |                                                                                |                 |                |                 |

### 5 сезон (1992)
| № общий | № в сезоне | Название                                                         | Режиссёр        | Автор сценария | Дата премьеры   |
| --- | ---------- | ---------------------------------------------------------------- | --------------- | -------------- | --------------- |
| 43 | 1          | «Земляне» «The Earthmen»                                         | Грэм Кэмбелл    | Рэй Брэдбери   | 3 января 1992   |
| О двух экспедиционных командах, отправившихся на Марс, больше никто ничего не слышал. Третья обнаруживает, почему.                                                                               |            |                                                                  |                 |                |                 |
| 44 | 2          | «Урочный час» «Zero Hour»                                        | Дон Макбрити    | Рэй Брэдбери   | 10 января 1992  |
| Дети завербованы захватчиками с помощью игры, которая поможет завоевать Землю. |            |                                                                  |                 |                |                 |
| 45 | 3          | «Банка» «The Jar»                                                | Рэнди Брэдшоу   | Рэй Брэдбери   | 17 января 1992  |
| Фермер покупает странное существо в банке на карнавальном представлении, но становится опасным, когда узнает, что это подделка.                                                                  |            |                                                                  |                 |                |                 |
| 46 | 4          | «Подлинная мумия» «Colonel Stonesteel and the Desperate Empties» | Рэнди Брэдшоу   | Рэй Брэдбери   | 24 января 1992  |
| Маленький мальчик и его друг полковник Стоунстил борются с летней депрессией, участвуя в тщательно продуманной мистификации с участием древней мумии, которая приводит весь город в неистовство. |            |                                                                  |                 |                |                 |
| 47 | 5          | «Бетономешалка» «The Concrete Mixer»                             | Элеонора Линдо  | Рэй Брэдбери   | 31 января 1992  |
| Пришельцы с Марса приземляются в идиллическом американском городке... и их встречают с распростертыми объятиями, а также узнают истинную природу американского образа жизни.                     |            |                                                                  |                 |                |                 |
| 48 | 6          | «Идеальное убийство» «The Utterly Perfect Murder»                | Стюарт Марголин | Рэй Брэдбери   | 7 февраля 1992  |
| Вундеркинд (Ричард Кайли) в юности подвергался издевательствам со стороны хулиганов. Спустя 50 лет, он наконец возвращается, чтобы отомстить                                                     |            |                                                                  |                 |                |                 |
| 49 | 7          | «Поиграем в Отраву?» «Let's Play Poison?»                        | Брюс Питтмэн    | Рэй Брэдбери   | 14 февраля 1992 |
| Учитель клянется отомстить после того, как стал свидетелем смерти ученика из-за издевательств.                                                                                                   |            |                                                                  |                 |                |                 |
| 50 | 8          | «Марсианин» «The Marsian»                                        | Анна Уиллер     | Рэй Брэдбери   | 21 февраля 1992 |
| Супружеская пара, живущая на Марсе, встречает своего мертвого сына с очень неоднозначной реакцией.                                                                                               |            |                                                                  |                 |                |                 |

### 6 сезон (1992)
| № общий | № в сезоне | Название                                                  | Режиссёр        | Автор сценария | Дата премьеры    |
| --- | ---------- | --------------------------------------------------------- | --------------- | -------------- | ---------------- |
| 51 | 1          | «Душегуб» «The Lonely One»                                | Ян Мьюн         | Рэй Брэдбери   | 10 июля 1992     |
| Женщина отваживается выйти на улицу посреди буйства серийного убийцы и обнаруживает, что идёт домой одна в полночь.                                                                                     |            |                                                           |                 |                |                  |
| 52 | 2          | «Машина счастья» «The Happiness Machine»                  | Джон Лайнг      | Рэй Брэдбери   | 17 июля 1992     |
| Изобретателю удаётся создать машину, которая может сделать людей счастливыми. |            |                                                           |                 |                |                  |
| 53 | 3          | «И всё-таки наш» «Tomorrow's Child»                       | Коста Ботэс     | Рэй Брэдбери   | 14 августа 1992  |
| Ребёнок рождается в другом измерении, и родители должны иметь дело со сложной реальностью этой необычной ситуации.                                                                                      |            |                                                           |                 |                |                  |
| 54 | 4          | «Спринт до начала гимна» «The Anthem Sprinters»           | Вейн Турелл     | Рэй Брэдбери   | 21 августа 1992  |
| Во время посещения Дублина американский писатель увлекается местной ирландской традицией, которая называется "гимн-спринт".                                                                             |            |                                                           |                 |                |                  |
| 55 | 5          | «По уставу» «By the Numbers»                              | Вейн Турелл     | Рэй Брэдбери   | 11 сентября 1992 |
| Мужчина вспоминает свое детство и своего отца сержанта строевой подготовки. |            |                                                           |                 |                |                  |
| 56 | 6          | «Нескончаемый дождь» «The Long Rain»                      | Ли Тамахори     | Рэй Брэдбери   | 19 сентября 1992 |
| Армейский космический корабль терпит крушение на планете, где всегда идёт дождь, и они ищут единственное известное убежище, которое существует.                                                         |            |                                                           |                 |                |                  |
| 57 | 7          | «Мертвец» «The Dead Man»                                  | Коста Ботэс     | Рэй Брэдбери   | 26 сентября 1992 |
| Одд Мартин подружился с мисс Уэлдон, которая, кажется, смирилась с тем фактом, что он мёртв. |            |                                                           |                 |                |                  |
| 58 | 8          | «На солнце и в тени» «Sun and Shadow»                     | Лэрри Парр      | Рэй Брэдбери   | 3 октября 1992   |
| Съёмочная группа приезжает в мексиканский городок, но одному из местных жителей надоели незваные гости, которые принижают их образ жизни.                                                               |            |                                                           |                 |                |                  |
| 59 | 9          | «Безмолвные города» «Silent Towns»                        | Ли Тэмахори     | Рэй Брэдбери   | 10 октября 1992  |
| Человек застрял на Марсе во время эвакуации и отчаянно ищет кого-то, кого угодно, кто ещё может остаться.                                                                                               |            |                                                           |                 |                |                  |
| 60 | 10         | «Ветер из Геттисбёрга» «Downwind From Gettysburg»         | Крис Бейли      | Рэй Брэдбери   | 17 октября 1992  |
| Уолтер Байнс создал роботизированную копию Авраама Линкольна. Если в это можно поверить, ночь его публичного представления омрачена убийцей по имени Бут (Роберт Джой), который планирует убить робота. |            |                                                           |                 |                |                  |
| 61 | 11         | «Кое-кто живет как Лазарь» «Some Live Like Lazarus»       | Питер Шарп      | Рэй Брэдбери   | 24 октября 1992  |
| Пара, которой пришлось терпеть властную мать будущего жениха в течение 40 лет, не знает, что делать дальше, когда она наконец умрёт.                                                                    |            |                                                           |                 |                |                  |
| 62 | 12         | «Кукольник» «The Handler»                                 | Питер Шарп      | Рэй Брэдбери   | 27 октября 1992  |
| Гробовщик сделал карьеру, наказывая своих врагов на своём отвратительном рабочем месте. Однако его время истекло.                                                                                       |            |                                                           |                 |                |                  |
| 63 | 13         | «Ложки, плюшки, финтифлюшки» «Fee Fie Foe Fum»            | Джон Рэйд       | Рэй Брэдбери   | 28 октября 1992  |
| Шутник заходит слишком далеко, мучая бабушку своей жены. |            |                                                           |                 |                |                  |
| 64 | 14         | «Огромный мир где-то рядом» «Great Wide World Over There» | Ян Мьюн         | Рэй Брэдбери   | 29 октября 1992  |
| Кора Гиббс живёт на изолированной ферме, но благодаря своему племяннику наконец-то имеет шанс связаться с внешним миром.                                                                                |            |                                                           |                 |                |                  |
| 65 | 15         | «Надгробный памятник» «The Tombstone»                     | Уоррик Аттевелл | Рэй Брэдбери   | 30 октября 1992  |
| Женщина думает, что отель, в котором они с мужем остановились, населён привидениями. Надгробная плита в её комнате наверняка дала бы кому-нибудь повод для беспокойства.                                |            |                                                           |                 |                |                  |

1. ↑  Заголовок отображается на экране как "Sun and Shaddow"